# Туэддл, Натан
Роберт Натан Туэддл (англ. Robert Nathan Twaddle; 21 августа 1976, Гамильтон, Новая Зеландия) — новозеландский гребец (академическая гребля), трёхкратный призёр Чемпионата мира по академической гребле 2005-07 года; бронзовый олимпийский чемпион в парном заплыве Летних Олимпийских игр 2008 года.

## Биография
Натан Туэддл родился в Гамильтоне, Новая Зеландия. Женат на Андреа Туэддл, в браке один ребёнок - сын Уильям.
В 2011 году официально объявил об окончании профессиональной карьеры, чем вызвал недоумение в спортивном сообществе. Незадолго до этого он публично высказался о намерении принять участие в Летних Олимпийских играх 2012 года в Лондоне и активно тренировался для этого. 
После завершения спортивной карьеры начал работу в качестве спортивного консультанта в организации High Performance Sport New Zealand (HPSNZ), что специализируется на разработке тренировочных методик, финансированию разных видов спорта и повышению квалификации тренеров. 

### Олимпийские выступления
В двадцатипятилетнем возрасте был включен в состав олимпийской сборной Новой Зеландии. Первым в карьере и единственным успешным выступлением стало участие в Летних Олимпийских играх 2008 года в Пекине. В заплыве двоек, вместе с напарником Джорджем Бриджуотером, с результатом 6:44.19 их пара завоевала бронзовую медаль, уступив первенство соперникам из Канады (6:39.55 — 2-е место) и Австралии (6:37.44 — 1-е место).